# Camillo Ruspoli (1788-1864)
 (avril 2011).
Si vous disposez d'ouvrages ou d'articles de référence ou si vous connaissez des sites web de qualité traitant du thème abordé ici, merci de compléter l'article en donnant les références utiles à sa vérifiabilité et en les liant à la section « Notes et références ».
Pour les articles homonymes, voir Camillo Ruspoli (homonymie).
Camillo Ruspoli  naquit le 30 mars 1788 à Rome (capitale des États pontificaux) et mourut le 30 juillet 1864  à Florence (royaume d’Italie).
Fils de Francesco Ruspoli et de Leopoldina Gräfin von Khevenhüller-Metsch.

## Naissance et premières années
- Chef d’escadron du régiment de dragons du pape Léon XII
- Maestrante de Granade
- Grand-croix de l’ordre de Charles III
- Gentilhomme de la Chambre de l’Empereur d’Autriche

Il a été autorisé par les rois d’Espagne, d’utiliser les titres de sa femme.

## Mariage
Il s’est marié à Madrid en novembre 1821 à Luisa Carlota Manuela de Godoy, la fille de Manuel Godoy et de María Teresa de Bourbon.
Ils ont eu :
- Adolfo Ruspoli, deuxième duc d’Alcúdia
- Luigi Ruspoli, troisième marquis de Boadilla del Monte